# Галиполски сърби
Галиполските сърби (на сръбски: галипољски срби) са специфична етническа група на сърбите.
По времето на Османската империя са преселени на Галиполския полуостров от района на гр. Ягодина (в днешния Поморавски окръг, Централна Сърбия). След като Вардарска Македония попада в Сърбия по време на Балкански войни, в 1914 г. галиполските сърби са преселени в Пехчево. Според Павле Ивич част от тях е разселена по време на Първата световна война от българските окупационни власти в Македония и Поморавието в района на Алексинац, Пирот и Пловдив.
Говорът им се отнася от Ивич към смедеревско-вършецкия говор. Запазаният им автентичен говор е от особен интерес за лингвистиката, тъй като не е претърпял развитието на останалите в диалектния континуум, а е и изпълнен с гърцизми и турцизми. През цялото време на османското владичество над Галиполския полуостров църковните служби за това население са провеждани от гръцки свещеници на гръцки език.